# Centrum Wyszkolenia i Badań Weterynaryjnych
Centrum Wyszkolenia i Badań Weterynaryjnych – ośrodek szkoleniowy i badawczy służby weterynaryjnej Wojska Polskiego II RP.
Centrum Wyszkolenia i Badań Weterynaryjnych zostało utworzone z dniem 1 lutego 1937 w Warszawie, w wyniku połączenia Szkoły Podoficerów Zawodowych Służby Weterynaryjnej z Wojskową Pracownią Weterynaryjną.
Centrum spełniało rolę ośrodka szkoleniowego zarówno dla oficerów lekarzy weterynarii i podoficerów zawodowych, jak również żołnierzy służby czynnej i majstrów – podkuwaczy koni.
W skład centrum wchodził:
- komendant,
- oddział badań,
- oddział wyszkolenia,
- kuźnia szkolna,
- klinika,
- kompania szkolna,
- muzeum,
- biblioteka[1][2].

Centrum było jednostką mobilizującą. Zgodnie z planem mobilizacyjnym „W” komendant centrum był odpowiedzialny za przygotowanie i przeprowadzenie mobilizacji trzech jednostek wpisanych na jego tabelę mobilizacyjną, a mianowicie:
- Krajowego Szpitala Weterynaryjnego typ I nr 1,
- Polowego Szpitala Weterynaryjnego nr 11,
- Polowego Szpitala Weterynaryjnego nr 13[3].

Wszystkie szpitale miały być zmobilizowane w I rzucie mobilizacji powszechnej. W skład Krajowego Szpitala Weterynaryjnego typ I nr 1 wchodził Ośrodek Zapasowy Służby Weterynaryjnej. Ośrodek był jednostką ewidencyjną dla wszystkich jednostek służby weterynaryjnej zmobilizowanych przez Centrum Wyszkolenia i Badań Weterynaryjnych oraz jednostki mobilizujące broni.

## Obsada personalna
Obsada personalna centrum w marcu 1939:
- komendant – płk lek. wet. dr Józef Kulczycki
- kierownik oddziału badań – ppłk lek. wet. dr Jan Zenkner †1940 Katyń[6]
- kierownik laboratorium – mjr lek. wet. dr Alojzy Bąk
- kierownik laboratorium – mjr lek. wet. dr Jan Ludwik Eugeniusz Eberle
- kierownik laboratorium – mjr lek. wet. Władysław Jończy
- kierownik laboratorium – mjr lek. wet. dr Marian Kazimierz Jóźkiewicz
- kierownik laboratorium – kpt. lek. wet. dr Marian Józef Decowski
- kierownik laboratorium – kpt. lek. wet. dr Tadeusz Kobusiewicz
- kierownik oddziału wyszkolenia – mjr lek. wet. dr Kazimierz Sidor
- kierownik kuźni szkolnej – mjr lek. wet. dr Hipolit Perkowski †1940 Katyń[7]
- kierownik kliniki – mjr lek. wet. dr Józef Składnik
- ordynator i dowódca kompanii szkolnej – kpt. lek. wet. Dominik Jastrzębski